# Vrh pri Mlinšah
Vrh pri Mlinšah je naselje v Občini Zagorje ob Savi.